# Millenniumbos

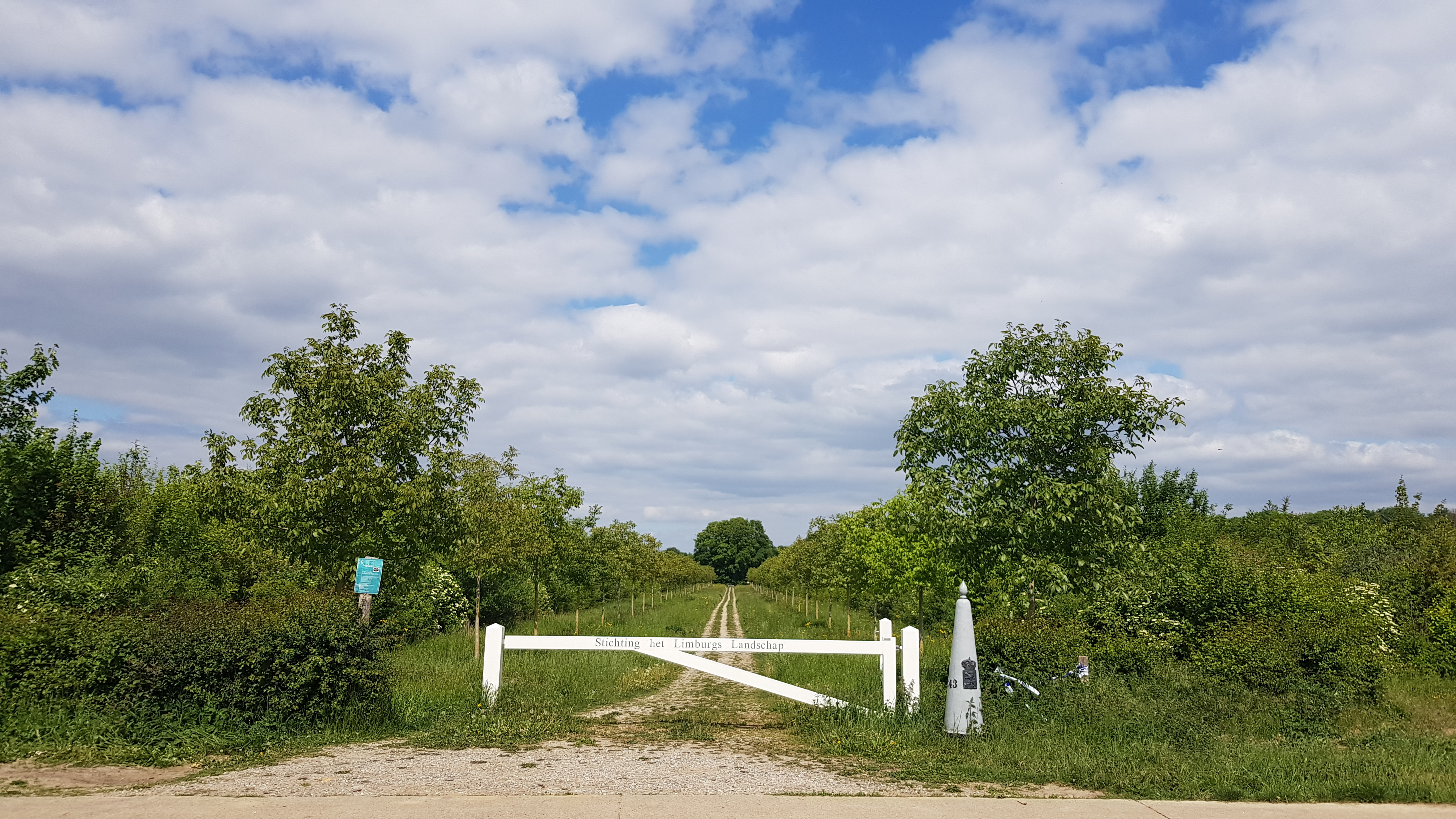
Het bos gezien vanaf de straat Muizenberg bij grenspaal 72

Het Millenniumbos is een bos in Nederlands Zuid-Limburg in de gemeente Maastricht. Het bos ligt ten zuiden van de stad op de Cannerberg. Naar het zuidoosten ligt het Cannerbos op de helling van het Jekerdal. Aan de noordwestkant van het bos loopt de Susserweg.
Het bos wordt beheerd door Het Limburgs Landschap.

## Geschiedenis
In 2000 werd het Millenniumbos aangelegd ter ere van de eeuwwisseling, waarbij twintig beuken staan voor de twintig eeuwen van de jaartelling.
In 2013 werden er opgravingen verricht en werden er resten opgegraven uit de tijd van de Bandkeramiek, de IJzertijd en de Romeinse tijd.
In 2013 werd het Millenniumbos met 9 hectare natuur en 30.000 jonge bomen uitgebreid als natuurcompensatie voor de Koning Willem-Alexandertunnel. In 2013 werden ter voltooiing van het Millenniumbos 34 grote zwerfkeien in het bos geplaatst die tijdens graafwerkzaamheden met de aanleg van de Koning Willem-Alexandertunnel gevonden waren. Deze uitbreiding van het Millenniumbos werd omgedoopt tot Hoogcannerbos.

## Vegetatie
Het hart van het bos wordt gevormd door een boomeiland van 20 beuken.
Het Hoogcannerbos wordt in twee delen gedeeld door een laan van walnootbomen die loopt vanaf de straat Muizenberg bij grenspaal 72 richting het noordoosten naar het Cannerbos. In dit bos zijn hazelaar, sleedoorn, mispel, kweepeer, vogelkers, meidoorn, tamme kastanje, wilde appel, wilde peer, zomer- en wintereik aangeplant.

## Zwerfkeien
In het bos liggen 34 zwerfkeien die tijdens graafwerkzaamheden voor de Koning Willem-Alexandertunnel gevonden werden. De grootste van deze keien hebben een gewicht van boven de 2000 kilogram en zijn ongeveer 400 tot 500 miljoen jaar oud. De zwerfkeien komen van oorsprong uit de Ardennen en zijn in de IJstijd door de Maas naar Maastricht vervoerd.

## Archeologie
In het gebied zijn er met archeologische opgravingen sporen gevonden uit de tijd van de Bandkeramiek, de IJzertijd en de Romeinse tijd. Aan de noordrand van het Hoogcannerbos heeft er vroeger een Bandkeramisch dorp gestaan met een oppervlakte van ongeveer 1500 vierkante meter. Er stonden toen zes tot acht huizen van elk 14 bij 5,5 meter en er hebben zeker vier opeenvolgende generaties gewoond. Aan de rand van de bewoning lagen er akkers waar emmertarwe en eenkoorn werd verbouwd en er waren enkele kuilen aangelegd voor de winning van löss voor de bouw van de huizen. Deze kuilen werden vervolgens gebruikt voor het dumpen van afval, waarin archeologen aardewerk hebben aangetroffen dat versierd was met banden. De nederzetting werd na 4900 voor Christus verlaten.
Ongeveer 4000 jaar later werd er in de IJzertijd rond 800 v. C. een nieuwe nederzetting gesticht. Er stond toen een groot huis van 25 bij 8 meter. Deze nederzetting is hier gedurende ongeveer 400 jaar geweest.
Om een stuk historie zichtbaar te maken voor wandelaars zijn de plaatsen van de palen van het huisplattegrond van een van de opgraven huizen gemarkeerd met Maaskeien. Bij dit gemarkeerde huisplattegrond van 15 bij 5,5 meter is een informatiebord geplaatst.